# Dowództwo Wojskowych Taborów Leśnych
Dowództwo Wojskowych Taborów Leśnych przy Departamencie VII Intendentury Ministerstwa Spraw Wojskowych – oddziały taborowe Wojska Polskiego II RP.
30 maja 1921 Minister Spraw Wojskowych wydał rozkaz w sprawie utworzenia oddziałów taborowych przeznaczonych do zwózki drewna opałowego z lasów państwowych. Oddziały otrzymały nazwę Dowództwo Wojskowych Taborów Leśnych przy Departamencie VII Intendentury Ministerstwa Spraw Wojskowych oraz prawo używania pieczęci okrągłej. Dowódcą oddziałów mianowany został rtm. Karol Lubicz-Wojciechowski.